# Fabio Taborre
Fabio Taborre (Pescara, 5 juni 1985 – aldaar, 12 september 2021) was een Italiaans wielrenner.

## Biografie
Voordat Taborre professioneel wielrenner werd, won hij in 2007 een criterium en de eendagswedstrijd GP Pretola. In augustus 2008 werd hij als stagiair opgenomen in de ploeg die tegenwoordig door het leven gaat als Androni Giocattoli-Sidermec. Voor die ploeg won hij in 2008 de Trofeo Salvatore Morucci, waarna hij er profrenner werd. In 2011 stapte Taborre over naar Acqua & Sapone. Zijn eerste professionele overwinning behaalde hij daar in 2011 in de vorm van de GP Città di Camaiore, waarin Taborre Simone Stortoni en Davide Rebellin in de sprint versloeg.
In juli 2015 werd bekendgemaakt dat Taborre positief had getest op het middel FG-4592.
Taborre overleed op 36-jarige leeftijd in Pescara na een lang ziekbed.

## Belangrijkste overwinningen
2007
GP Pretola
2008
Trofeo Salvatore Morucci
2011
GP Città di Camaiore
Memorial Marco Pantani
2012
5e etappe Ronde van Oostenrijk

## Resultaten in voornaamste wedstrijden
| Jaar | Ronde van Italië | Ronde van Frankrijk | Ronde van Spanje |
| ---- | ---------------- | ------------------- | ---------------- |
| 2009 |                  |                     |                  |
| 2010 |                  |                     |                  |
| 2011 | 98e              |                     |                  |
| 2012 |                  |                     |                  |
| 2013 | opgave           |                     |                  |
| 2014 |                  |                     |                  |
| 2015 |                  |                     |                  |

| Jaar | Milaan-San Remo | Ronde van Vlaanderen | Parijs-Roubaix | Ronde van Lombardije |
| ---- | --------------- | -------------------- | -------------- | -------------------- |
| 2009 |                 |                      |                | 101e                 |
| 2010 |                 |                      | opgave         |                      |
| 2011 | opgave          |                      |                | opgave               |
| 2012 | opgave          |                      |                | opgave               |
| 2013 |                 |                      |                |                      |
| 2014 | opgave          |                      |                | opgave               |
| 2015 | opgave          | opgave               |                |                      |

## Ploegen
- 2006-Aran World-Cantina Tollo-BLS
- 2007-Aran World-Cantina Tollo-BLS
- 2008-Aran World-Cantina Tollo-BLS
- 2008-Serramenti PVC Diquigiovanni-Androni Giocattoli (stagiair)
- 2009-Serramenti PVC Diquigiovanni-Androni Giocattoli
- 2010-Androni Giocattoli
- 2011-Acqua & Sapone
- 2012-Acqua & Sapone
- 2013-Vini Fantini-Selle Italia
- 2014-Neri Sottoli
- 2015-Androni Giocattoli-Sidermec

Andriato · Bellini · Carretero · Cecchinel · Chicchi · Colli · Conti · Dal Col · De Patre · Failli · Fedi · Finetto · Fonzi · Gil · Miletta · Monsalve · Ponzi · Pozzo · Rabottini · Taborre · Tedeschi · Viola (stagiair)
Appollonio · Bandiera · Benfatto · Chicchi · Dall'Antonia · Ebsen · Frapporti · Gálviz · Gatto · Giménez · Godoy · Nardin · Padour · Pellizotti · Rodríguez · Sella · Stortoni · Taborre · Taliani · Tvetcov · Zilioli · Zordan · Barbero (stagiair) · Viel (stagiair) · Viola (stagiair)